# Parque nacional islas Diego Ramírez y Paso Drake
El Parque Nacional islas Diego Ramírez y Paso Drake (antes Parque Marino Islas Diego Ramírez-Paso Drake) es un parque nacional de Chile establecido en 2018 como Parque Marino y reformulado como Parque Nacional en 2025. Se ubica al sur del Archipiélago de Tierra del Fuego, rodeando el archipiélago de las islas Diego Ramírez. Administrativamente se sitúa en la provincia de Antártica Chilena, en la Región de Magallanes y de la Antártica Chilena.
La superficie del parque es de 14 439 060 ha. Entre las aves que dominan en los pocos islotes e islas emergidas, están los albatros errante o viajero Diomedea exulans y petreles.

## Flora
Dentro de la vegetación de este territorio existe un alto nivel de endemismo, debido a las condiciones climáticas a las que las plantas deben adecuarse. Principalmente, la flora está compuesta por gramíneas, turba (especie de fango de coirón) y por diminutos líquenes y musgos, los que tienen una alta resistencia a las frías temperaturas.
No existen bosques puesto que el más austral se encuentra en la isla Hornos, en el vecino Parque nacional Cabo de Hornos

## Fauna
Dentro de la población animal del parque, son las aves las que predominan y de ellas la protagonista es el Diomedea exulans, (albatros errante o viajero) el más grande de los albatros, especie que llama la atención por ser el ave voladora más grande que existe, llegando a alcanzar con sus alas extendidas un ancho de 3,5 m. También habitan una gran cantidad de pingüinos.
No existen mamíferos terrestres nativos ni residentes, siendo este lugar uno de los últimos del planeta que no han registrado la presencia de fauna invasora. Es posible avistar mamíferos marinos como elefantes marinos y otros pinnipedos

## Atractivos
Este parque no está habilitado para visitantes, pero es posible realizar acercamientos a las islas en cruceros en camino a la Antártica.